# Prelatura territorial de Jesús María, el Nayar
La prelatura territorial de Jesús María, el Nayar (en latín: Praelatura Territorialis Nayariana de Iesu et Maria) es una circunscripción eclesiástica de la Iglesia católica en México. Se trata de una prelatura territorial latina, sufragánea de la arquidiócesis de Guadalajara. Desde el 26 de febrero de 2025 su obispo prelado es Andrés Sáinz Márquez. 

## Territorio y organización
La prelatura territorial tiene 25 000 km² y extiende su jurisdicción sobre los fieles católicos de rito latino residentes en los municipios de Huajicori y El Nayar en el estado de Nayarit, en parte de los municipios de Mezquital y Pueblo Nuevo en el estado de Durango, en parte de los municipios de Bolaños y Mezquitic en el estado de Jalisco y en parte del municipio de Valparaíso en el estado de Zacatecas  . En la región predominan los pueblos mexicanero, mestizo, na'yeri, o'dam y wixarika.
La sede de la prelatura territorial se encuentra en la ciudad de Jesús María, en donde se halla la Catedral de Jesús María.
En 2021 en la prelatura territorial existían 17 parroquias.

## Historia
La prelatura territorial fue erigida el 13 de enero de 1962 con la bula Venerabilis Frater del papa Juan XXIII, obteniendo el territorio de la arquidiócesis de Durango y de las diócesis de Tepic y Zacatecas.

## Estadísticas
Según el Anuario Pontificio 2022 la prelatura territorial tenía a fines de 2021 un total de 136 540 fieles bautizados.
| Año                                                                             | Población            | Población | Población      | Sacerdotes | Sacerdotes    | Sacerdotes    | Bautizados por sacerdote | Diáconos permanentes | Religiosos | Religiosos | Parroquias |
| Año                                                                             | Bautizados católicos | Total     | % de católicos | Total      | Clero secular | Clero regular | Bautizados por sacerdote | Diáconos permanentes | Varones    | Mujeres    | Parroquias |
| ------------------------------------------------------------------------------- | -------------------- | --------- | -------------- | ---------- | ------------- | ------------- | ------------------------ | -------------------- | ---------- | ---------- | ---------- |
| 1966                                                                            | 33 000               | 37 000    | 89.2           | 10         | 1             | 9             | 3300                     |                      | 2          | 15         | 9          |
| 1968                                                                            | 48 000               | 65 000    | 73.8           | 13         |               | 13            | 3692                     |                      | 22         | 16         | 7          |
| 1976                                                                            | 55 000               | 60 000    | 91.7           | 15         |               | 15            | 3666                     |                      | 21         | 24         | 10         |
| 1980                                                                            | 77 700               | 82 900    | 93.7           | 17         |               | 17            | 4570                     | 1                    | 25         | 30         | 11         |
| 1990                                                                            | 146 000              | 150 000   | 97.3           | 15         |               | 15            | 9733                     | 1                    | 27         | 29         | 12         |
| 1999                                                                            | 200 000              | 220 000   | 90.9           | 25         | 10            | 15            | 8000                     | 1                    | 28         | 6          | 15         |
| 2000                                                                            | 210 000              | 225 000   | 93.3           | 23         | 10            | 13            | 9130                     | 1                    | 24         | 6          | 15         |
| 2001                                                                            | 160 000              | 175 000   | 91.4           | 23         | 10            | 13            | 6956                     | 1                    | 19         | 6          | 15         |
| 2002                                                                            | 117 000              | 130 000   | 90.0           | 25         | 9             | 16            | 4680                     | 1                    | 20         | 6          | 15         |
| 2003                                                                            | 120 000              | 135 000   | 88.9           | 21         | 10            | 11            | 5714                     | 1                    | 18         | 6          | 15         |
| 2004                                                                            | 128 000              | 140 000   | 91.4           | 25         | 10            | 15            | 5120                     | 1                    | 20         | 15         | 15         |
| 2013                                                                            | 139 300              | 151 700   | 91.8           | 22         | 10            | 12            | 6331                     | 2                    | 24         | 47         | 15         |
| 2016                                                                            | 129 656              | 145 109   | 89.4           | 26         | 14            | 12            | 4986                     | 2                    | 25         | 45         | 17         |
| 2019                                                                            | 134 000              | 149 375   | 89.7           | 26         | 14            | 12            | 5153                     | 2                    | 25         | 45         | 17         |
| 2021                                                                            | 136 540              | 152 250   | 89.7           | 26         | 14            | 12            | 5251                     | 2                    | 25         | 45         | 17         |
| Fuente: Catholic-Hierarchy, que a su vez toma los datos del Anuario Pontificio. |                      |           |                |            |               |               |                          |                      |            |            |            |

## Episcopologio
- Manuel Romero Arvizu, O.F.M. † (24 de mayo de 1962-27 de junio de 1992 renunció)
- José Antonio Pérez Sánchez, O.F.M. † (27 de junio de 1992 por sucesión-27 de febrero de 2010 renunció)
- José de Jesús González Hernández, O.F.M. (27 de febrero de 2010-11 de febrero de 2022 nombrado obispo de Chilpancingo-Chilapa)
- Andrés Sáinz Márquez (25 de febrero de 2025-actualidad)